# Trazymund I
Trazymund I lub Transamund I (ur. ? – zm. 703) – hrabia Kapui a potem książę Spoleto w latach 663 – 703, wierny zwolennik Grimoalda I księcia Benewentu.
Trazymund wspierał Grimoalda w uzurpacji królestwa Longobardów. Z kolei Grimoald dał mu swą córkę za żonę i nadał mu księstwo Spoleto po śmierci Atto. Trazymund rządził wspólnie z bratem Wachilapusem i po czterdziestoletnich rządach został zastąpiony przez syna Faroalda II.